# Clystère
Pour l’article homonyme, voir Revue Clystère.

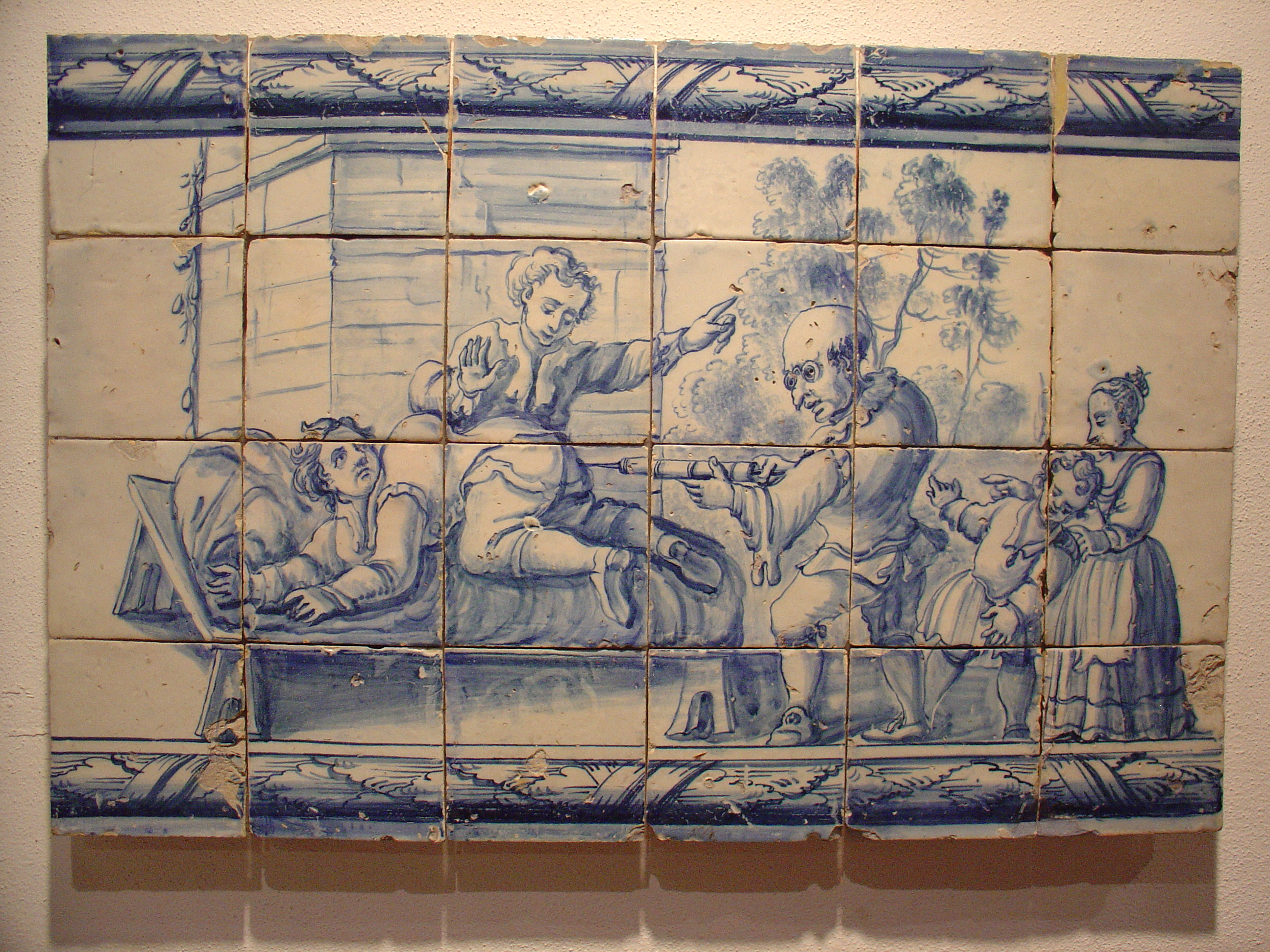
Scène de lavement au XVIIIe siècle. Museu Nacional do Azulejo, Lisbonne.

Le clystère (emprunté au grec κλυστήρ / klustḗr , « seringue ») est le nom anciennement donné au lavement, un traitement à base d'eau salée ou d'une potion plus complexe, très fréquemment administré dans de nombreuses indications aux XVIIe et XVIIIe siècles.

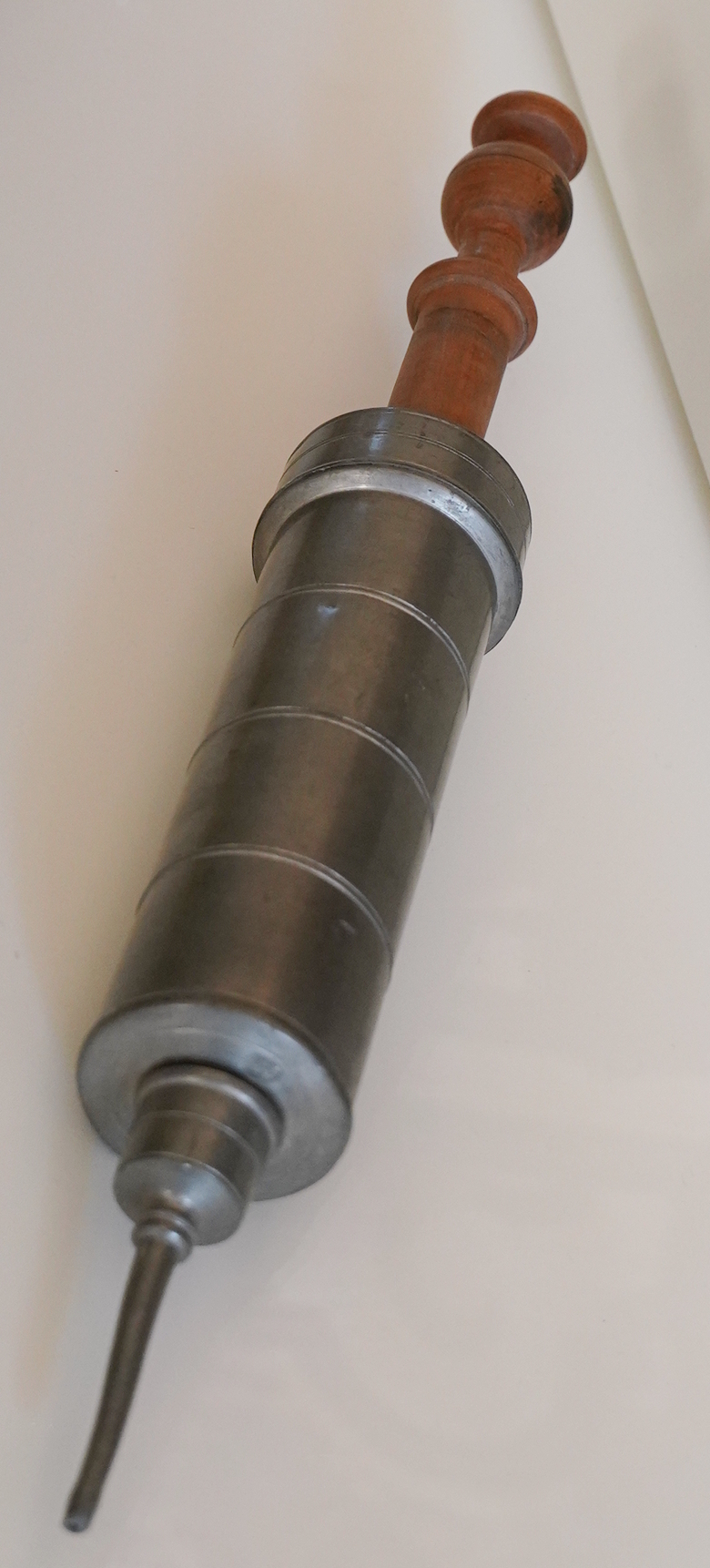
Clystère présenté à l'hôtel-Dieu-le-Comte de Troyes.

Par extension, il désigne aussi la grande seringue métallique, généralement en étain, utilisée à cet effet. La période XVIe – XVIIe siècles a pu être qualifiée d’« âge de l'étain ». « […] l’instrument d'Ambroise Paré avait dû être rapidement remplacé par la canule recourbée. […] C’est au XIXe siècle que se produira le dernier changement, lorsqu’on passera du système de piston, nécessitant une poussée manuelle, à celui de la pression, par l’élévation d’un bock […]. »
« Il existait différentes sortes de clystères. Il y avait des clystères purgatifs, des clystères carminatifs (c'est-à-dire pour faire cesser les vents, favoriser l'évacuation des vents), ou encore des clystères lénitifs pour calmer. »
Il existe une revue électronique consacrée à l’histoire de la médecine vue à travers ses instruments nommée Clystère.
Le terme clystérophilie désigne aujourd'hui une pratique liée à la scatophilie.